# Angelo Lo Forese
Angelo Lo Forese, spesso scritto anche Loforese (Milano, 27 marzo 1920 – Milano, 14 maggio 2020), è stato un tenore italiano.

## Biografia
A 18 anni intraprese gli studi musicali, che dovette interrompere nel 1941-1943 a causa della guerra, durante la quale visse in Svizzera.
Terminato il conflitto rientrò in Italia e proseguì gli studi con il tenore Primo Montanari, debuttando nel 1948 come baritono nel ruolo di Silvio in Pagliacci. Negli anni 50, sotto la guida del baritono Emilio Ghirardini, passò al registro di tenore, nel quale esordì nel 1952 ne Il trovatore a Casablanca. Fu anche allievo di Aureliano Pertile.
Durante la lunga carriera cantò in più di ottanta opere, esibendosi in molti teatri di Europa, America ed Africa, nonché in Giappone. Dopo il ritiro dalle scene svolse l'attività di insegnante. Lo scrittore Domenico Gullo gli dedicò nel 2012 il libro Angelo Loforese - Il tenore con la valigia pronta sotto il letto.
Il 16 marzo 2013 al Rosetum di Milano, a 93 anni, festeggiò 60 anni dal debutto nel ruolo di Manrico esibendosi, tra le altre arie, nella celebre cabaletta "Di quella pira", con l'esecuzione di due do di petto.
Angelo Loforese è morto centenario a Milano nel 2020. Dal 2016 viveva nella Casa di Riposo per Musicisti - Fondazione Verdi. È stato sepolto nel cimitero di Bruzzano.

## Repertorio
| Ruolo                 | Titolo               | Autore      |
| --------------------- | -------------------- | ----------- |
| Don José              | Carmen               | Bizet       |
| Giasone               | Medea                | Cherubini   |
| Nemorino              | L'elisir d'amore     | Donizetti   |
| Edgardo di Ravenswood | Lucia di Lammermoor  | Donizetti   |
| Andrea Chénier        | Andrea Chénier       | Giordano    |
| Loris Ipanov          | Fedora               | Giordano    |
| Canio Silvio          | Pagliacci            | Leoncavallo |
| Turiddu               | Cavalleria rusticana | Mascagni    |
| Raoul                 | Gli ugonotti         | Meyerbeer   |
| Aligi                 | La figlia di Jorio   | Pizzetti    |
| Des Grieux            | Manon Lescaut        | Puccini     |
| Rodolfo               | La bohème            | Puccini     |
| Mario Cavaradossi     | Tosca                | Puccini     |
| Calaf                 | Turandot             | Puccini     |
| Arnoldo Melchtal      | Guglielmo Tell       | Rossini     |
| Duca di Mantova       | Rigoletto            | Verdi       |
| Manrico               | Il trovatore         | Verdi       |
| Alfredo Germont       | La traviata          | Verdi       |
| Don Carlo             | Don Carlo            | Verdi       |
| Otello                | Otello               | Verdi       |
| Wolfram               | Tannhäuser           | Wagner      |
| Mateo                 | Conchita             | Zandonai    |
| Romeo Montecchi       | Giulietta e Romeo    | Zandonai    |
| Marzio                | Il bacio             | Zandonai    |

## Discografia
- Riccardo Zandonai, Il bacio (dal vivo Milano, 1954), con Lina Pagliughi, Rosetta Noli, Rosetta Papagni, dir. Francesco Molinari Pradelli - ed. EJS/Lyric Distribution
- Riccardo Zandonai, Giulietta e Romeo (dal vivo RAI-Milano, 1955), con Anna Maria Rovere, Renato Capecchi, dir. Angelo Questa - ed. EJS
- Giuseppe Verdi, Don Carlo (dal vivo Firenze, 1956), con Cesare Siepi, Ettore Bastianini, Anita Cerquetti, Fedora Barbieri, dir. Antonino Votto - ed. Myto
- Pietro Mascagni, Cavalleria rusticana (dal vivo  Tokio, 1961-DVD), con Giulietta Simionato, Attilio D'Orazi, dir. Giuseppe Morelli - ed. VAI
- Riccardo Zandonai, Giulietta e Romeo, con Antonietta Mazza Medici, Mario Zanasi, dir. Loris Gavarini - ed. Cetra 1961
- Ruggero Leoncavallo, Pagliacci (dal vivo Faenza, 1968), con Edy Amedeo, Gianni Maffeo, Giuseppe Lamacchia, dir. Franco Ferraris - ed. Fabbri
- Luigi Cherubini, Medea (dal vivo Mantova, 1971), con Magda Olivero, Loris Gambelli, Elena Baggiore, dir. Nicola Rescigno - ed. Myto
- Giacomo Meyerbeer, Gli ugonotti (dal vivo Barcellona 1971), con Christiane Eda-Pierre, Enriqueta Tarres, Angeles Chamorro, dir. Ino Savini - ed. Opera Lovers